# Air Atlantis
Air Atlantis — чартерная авиакомпания Португалии, работавшая на рынке пассажирских перевозок страны с 1985 года по 30 апреля 1993 года.

## Общие сведения
Air Atlantis была основана в 1985 году в качестве дочерней структуры национальной авиакомпании Португалии TAP-Air Portugal и начала выполнение чартерных пассажирских рейсов на самолётах Boeing 707 и Boeing 737—200 в мае того же года. В 1986 году Boeing 737 был заменён на два лайнера Boeing 727—100, а Boeing 707 — на три самолёта Boeing 727—200, все пять воздушных судов были впервые окрашены в новую фирменную ливрею авиакомпании. В 1988 году все 727-е были вновь заменены на Boeing 737—200 и арендованные более новые лайнеры Boeing 737—300. В 1993 году руководство TAP-Air Portugal приняло решение о глобальной реструктуризации своей маршрутной сети, вследствие чего 30 апреля того же года авиакомпания Air Atlantis была расформирована.
Air Atlantis выполняла чартерные пассажирские рейсы из аэропортов Португалии в Амстердам, Стокгольм, Бристоль, Брюссель, Копенгаген, Дюссельдорф, Франкфурт, Глазго, Гамбург, Манчестер, Мюнхен, Штутгарт и Цюрих.

## Флот
В разные периоды авиакомпания Air Atlantis эксплуатировала следующие типы самолётов:
- Boeing 707-320B
- Boeing 727—100
- Boeing 727-200
- Boeing 737-200
- Boeing 737-300